# انجمن ادبیات فنلاند

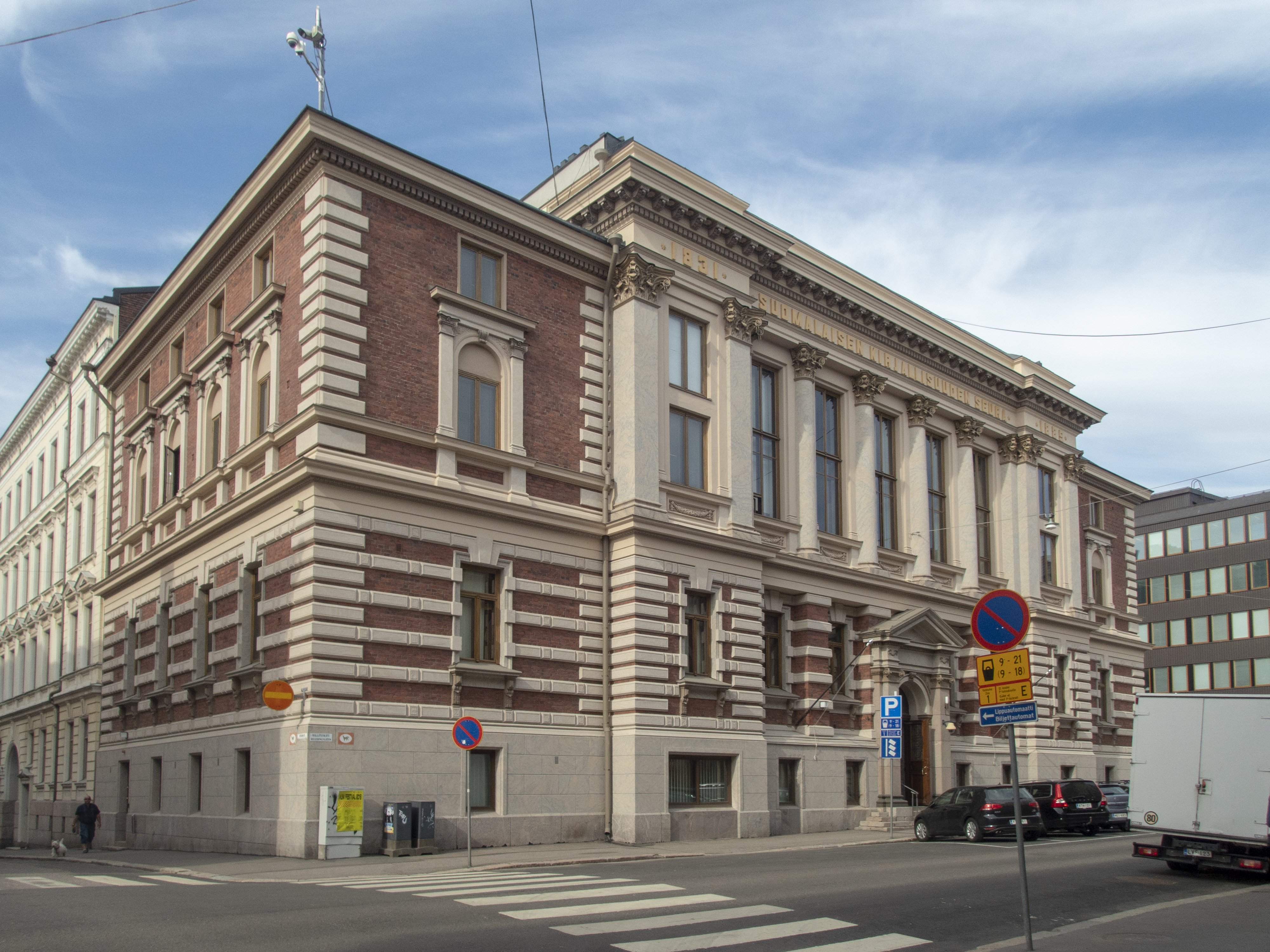
نمای دفتر مرکزی انجمن در هلسینکی

انجمن ادبیات فنلاند (انگلیسی: Finnish Literature Society) (به فنلاندی:  Suomalaisen Kirjallisuuden Seura ry) (SKS) در سال ۱۸۳۱ برای ترویج ادبیات نوشته شده به زبان فنلاندی تأسیس شد. از جمله اولین آثار منتشرشدۀ آن، کالوالا، حماسه ملی فنلاند بود.